# لا سلیا
لا سلیا (انگلیسی: La Celia) یک شهر در کشور کلمبیا است.